# 中野栄駅

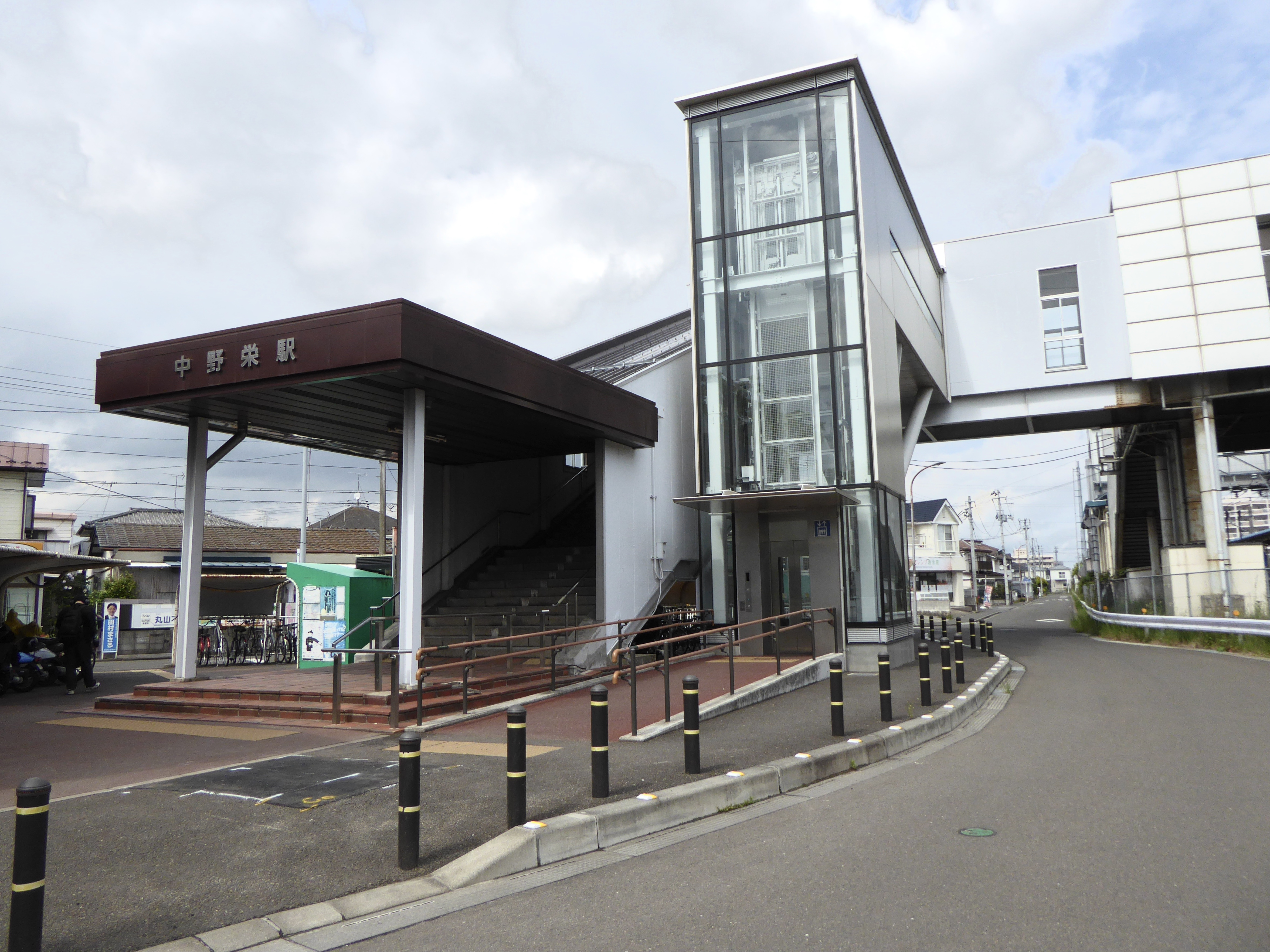
北口（2022年5月）

中野栄駅（なかのさかええき）は、宮城県仙台市宮城野区栄4丁目にある、東日本旅客鉄道（JR東日本）仙石線の駅である。JRの特定都区市内制度における「仙台市内」に含まれ、仙石線においては最も東の「仙台市内」の駅である。
当駅 - あおば通駅間（仙台市内区間）は仙台市地下鉄との代替輸送（振替輸送）対象路線に指定されており、当駅は荒井駅が代替輸送指定駅とされている。仙石線仙台市内区間が運転見合わせとなった場合は、仙台市地下鉄東西線（青葉通一番町駅 - 荒井駅）への振替乗車が認められる場合がある。

## 歴史
- 1981年（昭和56年）4月1日：日本国有鉄道の駅として開業[3]。
- 1987年（昭和62年）4月1日：国鉄分割民営化により、東日本旅客鉄道（JR東日本）の駅となる[3]。
- 2003年（平成15年）
  - 1月23日：自動改札を導入。
  - 10月26日：ICカード「Suica」の利用が可能となる[4]。
- 2007年（平成19年）：駅前広場（南側ロータリー）の供用を開始[2]。
- 2008年（平成20年）2月1日：発車ベルの使用を開始。
- 2012年（平成24年）10月1日：直営駅（多賀城駅所属中野栄駅在勤）から業務委託駅（東北総合サービス委託）となる。
- 2015年（平成27年）
  - 3月21日：改札内エレベーターの使用を開始[5]。
  - 3月31日：自由通路南北階段のエレベーターの使用を開始[5]。
- 2022年（令和4年）4月15日：みどりの窓口の営業を終了[6]。
- 2024年（令和6年）10月1日：えきねっとQチケのサービスを開始[1][7]。

### 駅名の由来
駅周辺の地名「中野」と「栄」を合成したもの。また、中野地区が栄えるようにとの意味合いもある。元々の地名は「中野字栄」だったが、1976年（昭和51年）10月に新住居表示実施の際「栄1 - 5丁目」とした。開業前の仮称は「陸前中野駅」や「中野駅」だったが、住民の要望や、既に中央本線に中野駅が存在していたため、区別のために「中野」と所在地である「栄」を合成したとも言われる。

## 駅構造
相対式ホーム2面2線を有する地上駅で、当時東北地方では初であった橋上駅舎を備える。
多賀城駅が管理し、JR東日本東北総合サービスが受託する業務委託駅である。お客さまサポートコールシステムが導入されており、一部の時間帯はインターホンによる案内となる。自動券売機、多機能券売機、自動改札機（Suica、えきねっとQチケ対応）、自動精算機が設置されている。
2008年（平成20年）2月から、発車ベルの使用を開始した。当初は上りホーム（2番線）のみの使用であったが、程なくして下りホーム（1番線）でも使用されるようになった。
以前は、付近にある仙台育英学園高等学校に通学する生徒のため、下りホーム（1番線）の北端に臨時出口を設けて朝の通学時のみ使用しており、自動改札導入を機に使用停止したが、出口設備は現存している。
当初は駅前ロータリーが存在しなかったが、仙台市の「アクセス30分構想」に基づき、4.8億円かけて南出口側の空地をロータリーに改修し、現在はバス（宮城交通・ミヤコーバス（仙台うみの杜水族館行）の路線バス）やタクシーが出入りできるようになった。また、道路附属物駐車場「仙台市中野栄駅駐車場」（20分以内無料、100円/時間、24時間営業）が設置された。

### のりば
| 番線 | 路線    | 方向 | 行先               |
| ---- | ------- | ---- | ------------------ |
| 1    | ■仙石線 | 下り | 本塩釜・石巻方面   |
| 2    | ■仙石線 | 上り | 仙台・あおば通方面 |

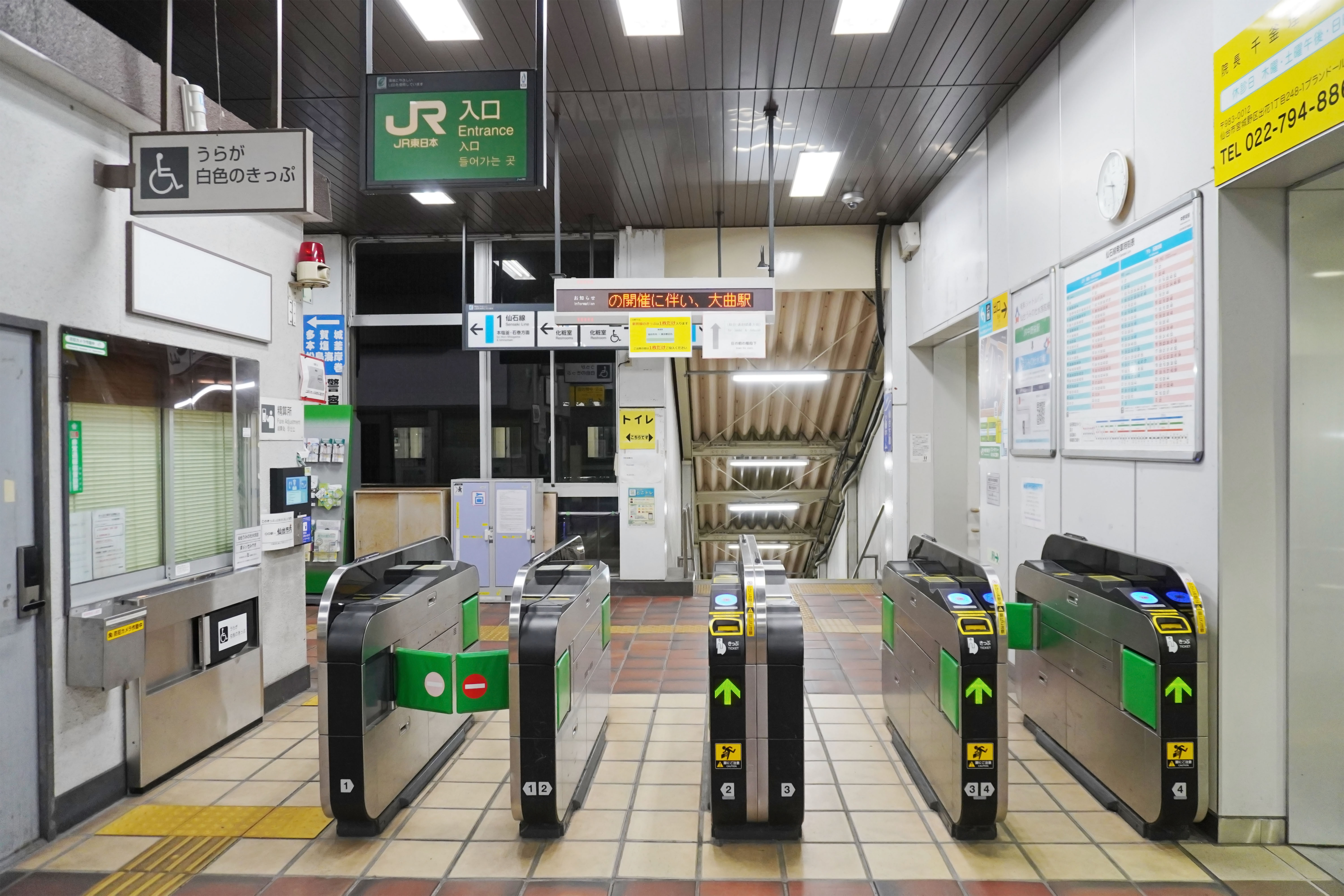
改札口（2023年8月）
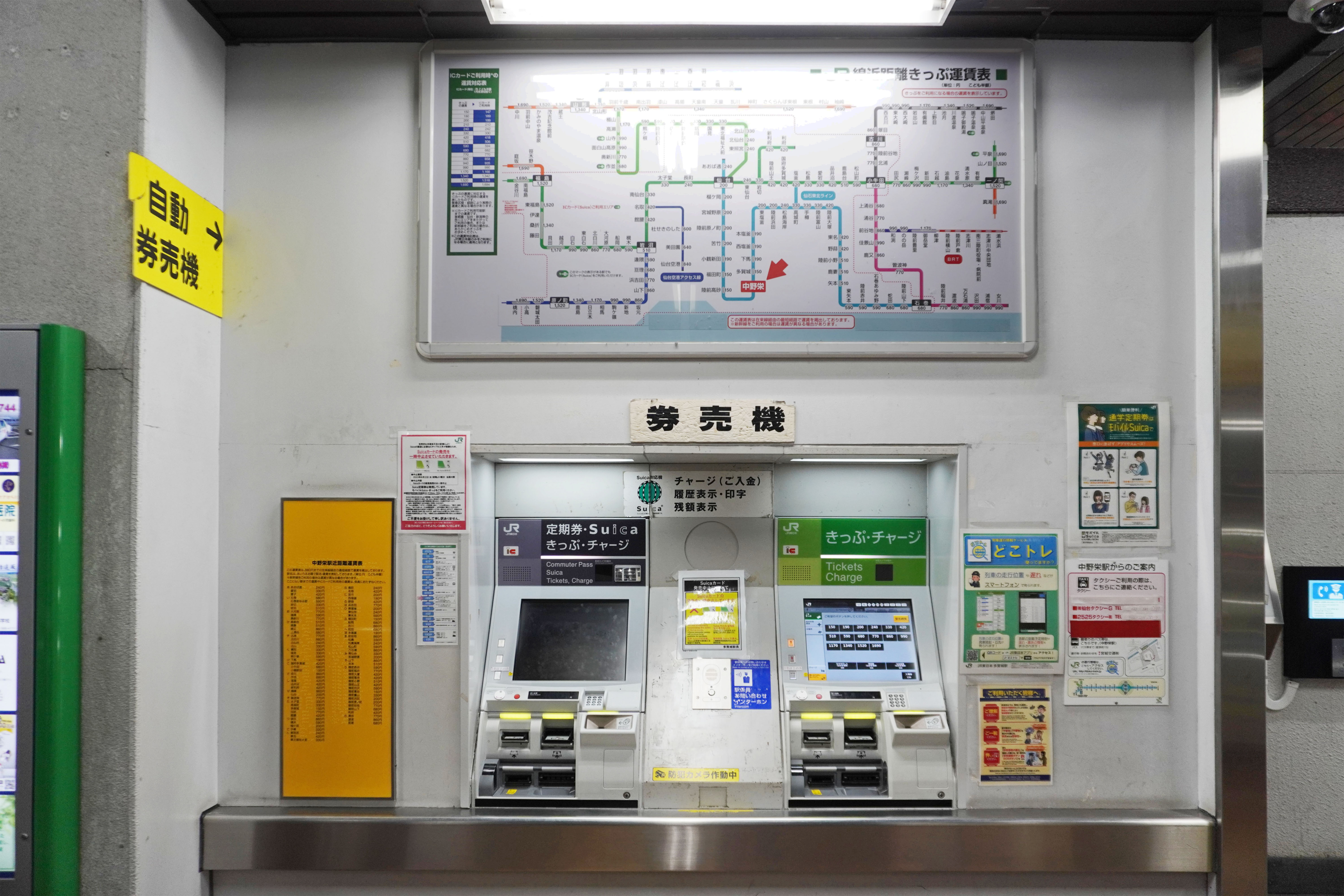
自動券売機（2023年8月）
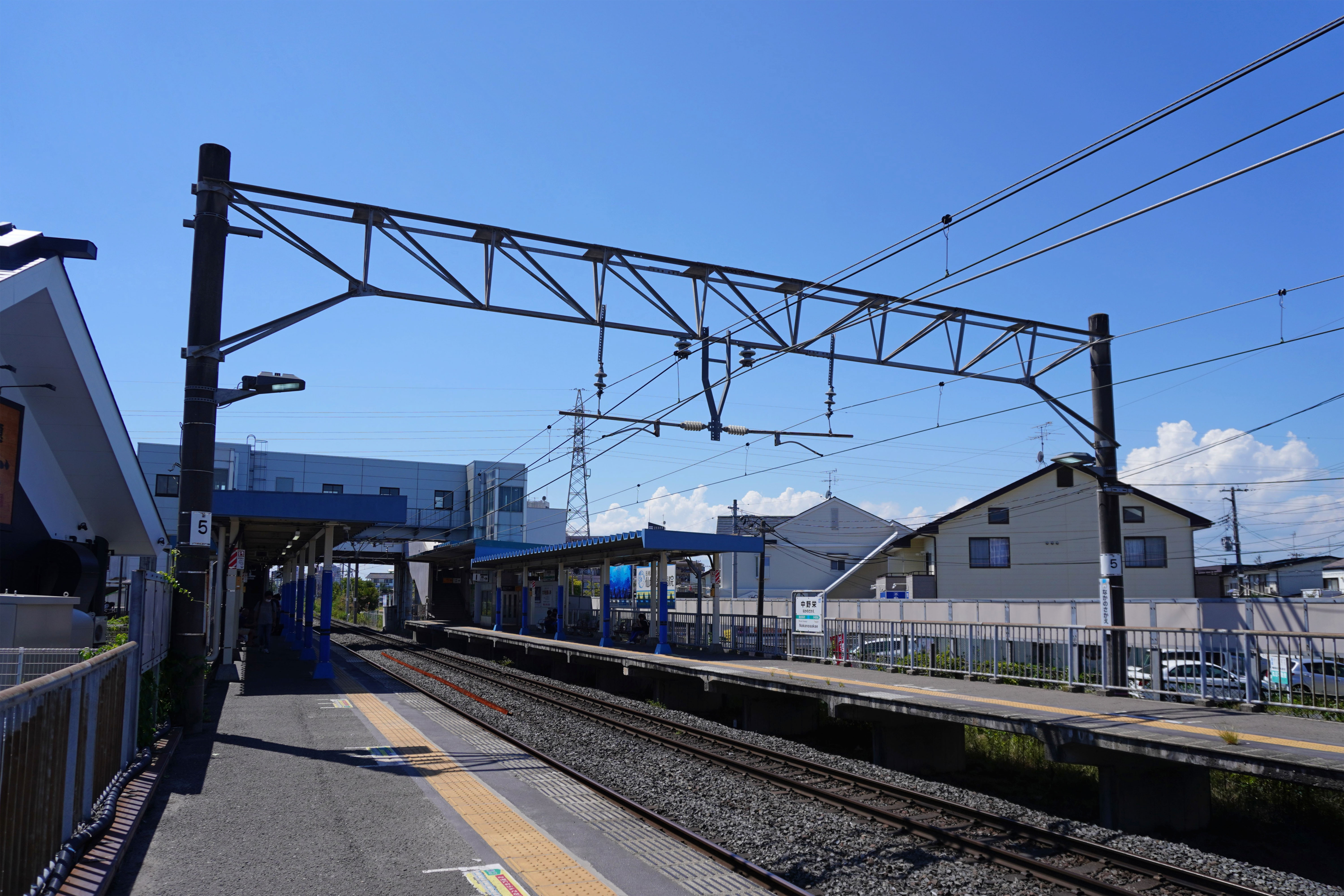
ホーム（2023年8月）

## 利用状況
JR東日本によると、2023年度（令和5年度）の1日平均乗車人員は5,187人である。
1999年度（平成11年度）以降の推移は以下のとおりである。
| 1日平均乗車人員推移 | 1日平均乗車人員推移 | 1日平均乗車人員推移 | 1日平均乗車人員推移 | 1日平均乗車人員推移 |
| 年度                | 定期外              | 定期                | 合計                | 出典                |
| ------------------- | ------------------- | ------------------- | ------------------- | ------------------- |
| 1999年（平成11年）  | 1,137               | 2,863               | 4,000               | [ 市 1 ]            |
| 2000年（平成12年）  | 1,246               | 3,131               | 4,377               | [ J 2 ] [ 市 1 ]    |
| 2001年（平成13年）  | 1,219               | 3,026               | 4,245               | [ J 3 ] [ 市 1 ]    |
| 2002年（平成14年）  | 1,195               | 2,828               | 4,023               | [ J 4 ] [ 市 2 ]    |
| 2003年（平成15年）  | 1,173               | 2,591               | 3,764               | [ J 5 ] [ 市 2 ]    |
| 2004年（平成16年）  | 1,180               | 2,635               | 3,815               | [ J 6 ] [ 市 2 ]    |
| 2005年（平成17年）  | 1,174               | 2,568               | 3,742               | [ J 7 ] [ 市 2 ]    |
| 2006年（平成18年）  | 1,148               | 2,531               | 3,679               | [ J 8 ] [ 市 2 ]    |
| 2007年（平成19年）  | 1,152               | 2,581               | 3,732               | [ J 9 ] [ 市 3 ]    |
| 2008年（平成20年）  |                     |                     | 4,221               | [ J 10 ] [ 市 4 ]   |
| 2009年（平成21年）  |                     |                     | 4,321               | [ J 11 ] [ 市 4 ]   |
| 2010年（平成22年）  |                     |                     | 4,144               | [ J 12 ] [ 市 4 ]   |
| 2011年（平成23年）  | 非公表              | 非公表              | 非公表              | [ 市 4 ]            |
| 2012年（平成24年）  | 1,594               | 3,124               | 4,718               | [ J 13 ] [ 市 4 ]   |
| 2013年（平成25年）  | 1,590               | 2,866               | 4,457               | [ J 14 ] [ 市 5 ]   |
| 2014年（平成26年）  | 1,626               | 2,952               | 4,579               | [ J 15 ] [ 市 5 ]   |
| 2015年（平成27年）  | 2,078               | 3,074               | 5,152               | [ J 16 ] [ 市 5 ]   |
| 2016年（平成28年）  | 2,089               | 3,223               | 5,313               | [ J 17 ] [ 市 5 ]   |
| 2017年（平成29年）  | 2,136               | 3,301               | 5,437               | [ J 18 ] [ 市 5 ]   |
| 2018年（平成30年）  | 2,166               | 3,414               | 5,580               | [ J 19 ] [ 市 6 ]   |
| 2019年（令和元年）  | 2,091               | 3,458               | 5,550               | [ J 20 ] [ 市 6 ]   |
| 2020年（令和02年）  | 1,298               | 3,068               | 4,367               | [ J 21 ] [ 市 6 ]   |
| 2021年（令和03年）  | 1,470               | 3,138               | 4,609               | [ J 22 ] [ 市 6 ]   |
| 2022年（令和04年）  | 1,739               | 3,201               | 4,941               | [ J 23 ]            |
| 2023年（令和05年）  | 1,925               | 3,262               | 5,187               | [ J 1 ]             |

一日平均乗車人員（単位：人/日）

## 駅周辺
- 国道45号
- 仙台育英学園高等学校多賀城校舎
- 秀光中学校多賀城校舎
- 仙台市立中野栄小学校
- 仙台栄郵便局
- 塩釜地区消防事務組合多賀城消防署
- みやぎ産業交流センター（夢メッセみやぎ）
- 仙台港背後地（みなと仙台ゆめタウン）センター地区
  - 三井アウトレットパーク 仙台港
  - カインズモール仙台港など[15]
  - 仙台うみの杜水族館
  - ドーミーインExpress仙台シーサイド
- キリンビール仙台工場
- 仙台東部道路 仙台港北インターチェンジ
- ヤマザワ中野栄店

## 隣の駅
東日本旅客鉄道（JR東日本）
■仙石線
陸前高砂駅 - 中野栄駅 - 多賀城駅

### 記事本文
1. 1 2 3 4 5 6 7  “駅の情報（中野栄駅）：JR東日本”.   東日本旅客鉄道. 2024年8月27日時点のオリジナルよりアーカイブ。2024年10月4日閲覧。
2. 1 2 3 4  『週刊 JR全駅・全車両基地』 13号 仙台駅・船岡駅・松島海岸駅ほか70駅、朝日新聞出版〈週刊朝日百科〉、2012年11月4日、26頁。
3. 1 2 3  石野哲 編『停車場変遷大事典 国鉄・JR編 II』（初版）JTB、1998年10月1日、476頁。ISBN 978-4-533-02980-6。
4. ↑  『2003年10月26日（日）仙台エリアSuica（スイカ）デビュー!』（PDF）（プレスリリース）東日本旅客鉄道、2003年8月21日。オリジナルの2020年5月26日時点におけるアーカイブ。2020年5月26日閲覧。
5. 1 2  『エレベーターの使用開始について』（PDF）（プレスリリース）東日本旅客鉄道仙台支社、2015年3月12日。オリジナルの2020年7月12日時点におけるアーカイブ。2020年11月7日閲覧。
6. ↑  “駅の情報（中野栄駅）：JR東日本”.   東日本旅客鉄道. 2022年3月16日時点のオリジナルよりアーカイブ。2022年3月16日閲覧。
7. ↑  『Suicaエリア外もチケットレスで! 東北エリアから「えきねっとQチケ」がはじまります』（PDF）（プレスリリース）東日本旅客鉄道、2024年7月11日。オリジナルの2024年7月11日時点におけるアーカイブ。2024年8月11日閲覧。
8. ↑  “これまで実施してきた公共交通に関する計画（アクセス30分構想、オムニバスタウン計画）”.   仙台市. 2011年5月23日時点のオリジナルよりアーカイブ。2024年10月4日閲覧。
9. ↑  ESTモデル事業を見る/地域からさがす 仙台市（環境省「ESTデータベース」）
10. ↑  仙台うみの杜水族館 アクセス
11. ↑  “仙台市駐車場条例”.   仙台市. 2015年9月13日時点のオリジナルよりアーカイブ。2024年10月4日閲覧。
12. ↑  “仙台市駐車場条例施行規則”.   仙台市. 2015年9月13日時点のオリジナルよりアーカイブ。2024年10月4日閲覧。
13. ↑  “時間貸駐車場”.  公益財団法人仙台市建設公社. 2013年8月1日時点のオリジナルよりアーカイブ。2024年10月4日閲覧。
14. 1 2  “JR東日本：駅構内図・バリアフリー情報（中野栄駅）”.   東日本旅客鉄道. 2024年10月4日閲覧。
15. ↑  “仙台港背後地センター地区事業提案について”.  宮城県庁. 2007年1月21日時点のオリジナルよりアーカイブ。2024年10月4日閲覧。

### 利用状況
JR東日本
1. 1 2  “各駅の乗車人員（2023年度）”.   東日本旅客鉄道. 2024年7月23日閲覧。
2. ↑  “各駅の乗車人員（2000年度）”.   東日本旅客鉄道. 2019年2月9日閲覧。
3. ↑  “各駅の乗車人員（2001年度）”.   東日本旅客鉄道. 2019年2月9日閲覧。
4. ↑  “各駅の乗車人員（2002年度）”.   東日本旅客鉄道. 2019年2月9日閲覧。
5. ↑  “各駅の乗車人員（2003年度）”.   東日本旅客鉄道. 2019年2月9日閲覧。
6. ↑  “各駅の乗車人員（2004年度）”.   東日本旅客鉄道. 2019年2月9日閲覧。
7. ↑  “各駅の乗車人員（2005年度）”.   東日本旅客鉄道. 2019年2月9日閲覧。
8. ↑  “各駅の乗車人員（2006年度）”.   東日本旅客鉄道. 2019年2月9日閲覧。
9. ↑  “各駅の乗車人員（2007年度）”.   東日本旅客鉄道. 2019年2月9日閲覧。
10. ↑  “各駅の乗車人員（2008年度）”.   東日本旅客鉄道. 2019年2月9日閲覧。
11. ↑  “各駅の乗車人員（2009年度）”.   東日本旅客鉄道. 2019年2月9日閲覧。
12. ↑  “各駅の乗車人員（2010年度）”.   東日本旅客鉄道. 2019年2月9日閲覧。
13. ↑  “各駅の乗車人員（2012年度）”.   東日本旅客鉄道. 2019年2月9日閲覧。
14. ↑  “各駅の乗車人員（2013年度）”.   東日本旅客鉄道. 2019年2月9日閲覧。
15. ↑  “各駅の乗車人員（2014年度）”.   東日本旅客鉄道. 2019年2月9日閲覧。
16. ↑  “各駅の乗車人員（2015年度）”.   東日本旅客鉄道. 2019年2月9日閲覧。
17. ↑  “各駅の乗車人員（2016年度）”.   東日本旅客鉄道. 2019年2月9日閲覧。
18. ↑  “各駅の乗車人員（2017年度）”.   東日本旅客鉄道. 2019年2月9日閲覧。
19. ↑  “各駅の乗車人員（2018年度）”.   東日本旅客鉄道. 2019年7月18日閲覧。
20. ↑  “各駅の乗車人員（2019年度）”.   東日本旅客鉄道. 2020年7月12日閲覧。
21. ↑  “各駅の乗車人員（2020年度）”.   東日本旅客鉄道. 2021年7月26日閲覧。
22. ↑  “各駅の乗車人員（2021年度）”.   東日本旅客鉄道. 2022年8月10日閲覧。
23. ↑  “各駅の乗車人員（2022年度）”.   東日本旅客鉄道. 2023年7月13日閲覧。

仙台市統計書
1. 1 2 3  “121.仙台市内JR各駅の旅客輸送状況” (xls). 仙台市統計書（平成14年版）-13.交通・運輸・通信.   仙台市. 2024年9月24日時点のオリジナルよりアーカイブ。2024年9月25日閲覧。
2. 1 2 3 4 5  “116.仙台市内JR各駅の旅客輸送状況（一日平均乗車人員）” (xls). 仙台市統計書（平成19年版）.   仙台市. 2024年9月24日時点のオリジナルよりアーカイブ。2024年9月25日閲覧。
3. ↑  “116.仙台市内JR各駅の旅客輸送状況（一日平均乗車人員）” (xls). 仙台市統計書（平成20年版）.   仙台市. 2024年9月24日時点のオリジナルよりアーカイブ。2024年9月25日閲覧。
4. 1 2 3 4 5  “107.仙台市内JR各駅の旅客輸送状況（一日平均乗車人員）” (xls). 仙台市統計書（平成25年版）.   仙台市. 2024年9月24日時点のオリジナルよりアーカイブ。2024年9月25日閲覧。
5. 1 2 3 4 5  “13-1.仙台市内JR各駅の旅客輸送状況（一日平均乗車人員）” (Excel). 仙台市統計書（平成30年版）.   仙台市. 2019年5月9日時点のオリジナルよりアーカイブ。2019年5月9日閲覧。
6. 1 2 3 4  “13-1.仙台市内JR各駅の旅客輸送状況（一日平均乗車人員）” (xlsx). 仙台市統計書（令和4年版）.   仙台市. 2024年9月24日時点のオリジナルよりアーカイブ。2024年9月25日閲覧。